# 클로닝 벡터

Schematic representation of the pBR322 plasmid, one of the first plasmids widely used as a cloning vector.

클로닝 백터(영어: cloning vector)는 바이러스, 플라스미드 또는 고등생물의 세포에서 얻어진 작은 DNA이다. 이것은 숙주 내에서 안정적으로 유지될 수 있으며, 외부 DNA 조각을 삽입하려는 용도를 가지고 있다. 그러므로 벡터와 외부 DNA를 제한효소 또는 ligase를 처리할 때, 벡터는 DNA를 쉽게 삽입하거나 제거할 수 있는 특징을 가져야한다.
많은 종류의 클로닝 벡터가 있지만, 대부분 플라스미드를 이용한다. 클로닝이 된 vector는 E.coli에서 발현시켜 본다. E.coli내의 클로닝 벡터는 플라스미드, 박테리오파지, 코스미드 그리고 인공박테리아염색체(BACs)가 있다. 그러나 큰 DNA조각이나 효모와 같이 다른 생물의 DNA는 E.coli내에서 안정적으로 유지되지 않는다. 효모의 클로닝벡터는 인공효모염색체(YACs)를 가진다.

## 클로닝 벡터의 특징
분자생물학에서 클로닝벡터로 일반적으로 사용되는 것들은 적정한 클로닝 위치나 선택마커 등 그들의 필수적인 기능을 위한 특징들을 가진다. 다른 특징들은 해당 벡터를 사용할 때 부수적인 특징들이다. 이런 쉽고 편리한 이유로, 클로닝에 E.coli를 사용한다. 그러므로 보통 사용되는 클로닝 벡터는 복제시작점(ori)와 같은 E.coli의 번식과 유지를 위한 필수적인 요소들을 가진다. ColE1의 복제시작점은 많은 플라스미드에서 찾아볼 수 있다. 몇몇 벡터들은 플라스미드가 E.coli뿐만 아니라 다른 생물체 내에서도 유지될 수 있도록 다른 요소들을 가진다. 그런 벡터들은 shuttle vector라고 한다.

## 같이 보기
- 벡터 (분자생물학)